# Typhlops inornatus
Typhlops inornatus este o specie de șerpi din genul Typhlops, familia Typhlopidae, descrisă de Boulenger 1888. Conform Catalogue of Life specia Typhlops inornatus nu are subspecii cunoscute.